# Nationalpark Mu Ko Chang
Der Nationalpark Mu Ko Chang (auf Thai: อุทยานแห่งชาติหมู่เกาะช้าง) ist ein Meeres-Nationalpark im Golf von Thailand im äußersten Osten Zentralthailands. Der Park wurde am 31. Dezember 1982 zum Nationalpark erklärt.

## Lage und Topografie
Der Park liegt am Rande des Sunda-Plateaus (siehe: Sundagraben), er besteht aus einer Kette von mehr als 50 größeren und kleineren Inseln, etwa 8 km südlich der Küste der Provinz Trat. Der Park hat eine Fläche von 651 km², davon bestehen nur 192 km², also etwa 30 Prozent aus Land.
Das Gebiet ist recht regenreich, die durchschnittliche Regenmenge pro Jahr liegt bei 3200 mm. Dabei ist der August mit 690 mm der feuchteste, der Dezember mit keinerlei Niederschlag der trockenste Monat. Der heißeste Monat des Jahres ist der April, in dem durchschnittlich fast 34 °C erreicht werden, die kühlsten Monate sind Dezember und Januar mit einer mittleren Temperatur von 22 °C.
Die Unterwassersicht ist generell gut, jedoch wird durch den intensiven Edelsteinabbau an der Küste an manchen Stellen das Wasser zunehmend trüber.

## Flora und Fauna
Ko Chang ist der einzige Nationalpark, in dem ein außerordentlich artenreicher Typ immergrünen Regenwaldes anzutreffen ist, der charakteristisch für Südost-Thailand und das südliche Indochina ist. Daher ist das Royal Forestry Department bestrebt, einen weiteren Park in der Provinz Trat an der thailändisch-kambodschanischen Grenze einzurichten, der einen ähnlichen Waldtypus aufweist. Allerdings ist dieser Wald auf der kambodschanischen Seite von Abholzung durch thailändische Geschäftemacher bedroht.
Die Gewässer des Parks weisen eine große Vielfalt von Hart- sowie eine Fülle von farbenprächtigen Weichkorallen, Gorgonien und Mördermuscheln (Tridacna gigas) auf. Der Fischreichtum ist nicht so groß wie z. B. in der Andamanensee oder im westlichen Golf von Thailand.
Dadurch, dass vor etwa vier Generationen viele Inseln von Thai-Chinesen besiedelt wurden, die ausgiebige Landwirtschaft betrieben, sind heute nur wenige Wildtiere zu beobachten. Dennoch sollen auf Ko Chang Wildbären gesichtet worden sein.
Bei einer Untersuchung 1994 wurde herausgefunden, dass zwei Arten von Seeschildkröten, die Karettschildkröte (Eretmochelys imbricata) und wahrscheinlich auch die Suppenschildkröte (Chelonia mydas) auf bestimmte Inseln zur Eiablage kommen, allerdings liegen offizielle Daten (noch) nicht vor (siehe Weblinks).
Im Park sollen folgende seltene Vogelarten beobachtet worden sein: Frühlingspapageichen (Loriculus vernalis), Rotkopftrogon (Harpactes erythrocephalus), der Malabarhornvogel (Anthracoceros coronatus) und der Furchenhornvogel (Aceros undulatus), der Braunkehl-Nektarvogel (Anthreptes malacensis) sowie zwei Arten von Bülbüls (Haarvögel).

## Hauptinseln
- Die Hauptinsel, nach der der Nationalpark benannt ist, Ko Chang (เกาะช้าง), ist nach Phuket und Koh Samui die drittgrößte Insel Thailands. Sie ist 30 km lang und 8 km breit. Die Bewohner ernährten sich traditionell von Fischfang oder Anbau von Kokospalmen und verschiedenen Früchten. Speziell an der Westküste gibt es lange, feinsandige Strände, während das Innere bergig ist. Eine Bergkette mit mehreren Gipfeln zieht sich parallel zur Küste entlang der Insel. Die höchste Erhebung ist der Khao Yai mit 743 m. Etwa 70 Prozent der Insel waren noch im Jahre 1990 mit Regenwald bedeckt, welcher durch das steile Gelände weitgehend vor Abholzung sicher war. Es gibt hier mehrere Flüsse, die durch den häufigen Regen sehr klar sind, und immer Wasser führen. Die wichtigsten Flüsse der Insel sind Khlong Son, Khlong Mayom, Khlong Khangkhao, Khlong Bang Bao, Khlong Phrao, Khlong Nonsi und Khlong Chaiyachet. Durch die hohen Berge und die vielen Gewässer gibt es auch zahlreiche Wasserfälle, z. B. die Than Mayom, Khlong Phlu, Khlong Nonsi, Khiri Phet und Khlong Nung Fälle.

- Ko Chang Noi (เกาะช้างน้อย) liegt an der nordwestlichen Spitze des Parks. Die Insel besteht hauptsächlich aus Fels, einige Korallenriffe befinden sich am Laem Chang Noi (Chang Noi-Kap).
- Ko Lao Ya (auch Ko Laoya - เกาะเหลายา), mit dem Boot von Laem Ngop auf dem Festland in etwa zwei Stunden erreichbar, hat einige Touristen-Resorts an schönen Sandstränden mit klarem Wasser. Es gibt auch einige Korallenriffe.
- Ko Wai (เกาะหวาย), direkt südlich von Ko Lao Ya gelegen, kann sie mit der gleichen Fähre erreicht werden. Die Küste hat keine großen Strände, sondern hauptsächlich felsige Ufer. Die Hauptattraktion ist das große Korallenriff nicht weit vom Ufer, welches die schönsten und größten Korallen der Umgebung vorweisen soll.
- Ko Rang (auch Ko Rung, eigentlich Ko Rang Yai, หมู่เกาะรัง - หมู่เกาะรังใหญ่) liegt etwa 18 km südlich der Hauptinsel des Parks. Es gibt hier keine Hotels oder Bungalows, allerdings besteht die Möglichkeit zum Zelten. In Höhlen auf der Insel werden jährlich essbare Schwalbennester gesammelt.
- Ko Khlum (Ko Kloom, Koh Kloom - เกาะคลุ้ม)

### Kleinere Inseln
- Ko Ma Pring (เกาะมะปริง) - am nordwestlichen Zipfel von Ko Chang
- Ko Yuak (เกาะหยวก) - genau westlich vor Ko Chang
- Ko Salak Khok (เกาะสลักคอก) - genau östlich von Ko Chang
- Ko Ngam (เกาะงาม) - vor dem südöstlichen Zipfel von Ko Chang
- Ko Phrao Nai - in der Ao Hat Chang-Bucht, Südspitze von Ko Chang
- Ko Mai Si Yai (เกาะไม้ซี้ใหญ่) - südöstlich von Ko Chang
- Ko Mai Si Lek (เกาะไม้ซี้เล็ก) - südöstlich von Ko Chang
- Ko Bai Tang (เกาะใบตัง) - südöstlich von Ko Chang

### Knapp außerhalb des Parks
Die folgenden Inseln gehören streng genommen nicht mehr zum Park:
- Ko Mak (auch Ko Mark oder Koh Maak, เกาะหมาก) ist die nächstgrößere Insel südlich von Ko Chang. Sie ist hauptsächlich von Kokosbaum-Hainen bestanden. Jedoch wird mehr und mehr Land für Resorts wegen der günstigen Lage bereitgestellt - im Norden liegt der schönste Teil von Ko Chang, im Süden liegt Ko Khut mit den schönsten Stränden des Parks. Ko Mak hat einen Strand im Nordwesten und einige Korallen.
- Ko Kham (เกาะขาม) - nordwestlich von Ko Maak
- Ko Kra Dad (auch Ko Kradad, เกาะกระดาด) ist größtenteils flach und uninteressant. Sie wird nur wegen der Strände besucht. Korallenriffe liegen rund um die Insel, weshalb sie bei Niedrigwasser kaum zu erreichen ist.
- Ko Nok Nork (เกาะนกนอก) - direkt nördlich vor Ko Kra Dad
- Ko Nok Nai (เกาะนกใน) - direkt nördlich vor Ko Kra Dad
- Ko Kut (Koh Kood - เกาะกูด)
- Ko Raet (เกาะแรด) - direkt westlich vor Ko Kut